# Eivind Tangen
Eivind Tangen (født 24. maj 1993 i Bergen, Norge) er en norsk håndboldspiller, der spiller for Skjern Håndbold i den danske håndboldliga og Norges håndboldlandshold.

## Privatliv
Han er kæreste med Herning-Ikast Håndbold-spilleren Stine Skogrand.